# 韩宁夫
韩宁夫（1915年9月8日—1995年1月13日），原名韩玉树，山东省高唐县韩庄人，中华人民共和国政治人物。

## 生平

### 民国时期
韩宁夫兄弟姐妹共四人，他排行老四。1932年，考入县立高中，1935年以山东省会考状元身份保送进山东大学工学院土木工程系。1937年3月，参加中华民族解放先锋队。同年11月，加入中国共产党。12月至1938年5月，在东北军五十军一一四师六七九团三营八连当兵，做兵运工作，先后担任地下党支部书记和党总支书记，参加了徐州会战。1938年6月，奉命返回高唐家乡。8月，成立中共高唐县工委，任工委书记。11月，任中共鲁西北特委宣传部部长。次年春，任中共鲁西三（后为五，均俗称卫东）地委宣传部部长。1940年6月，代理地委书记。1941年1月，任中共鲁西、冀鲁豫区党委秘书长。1942年冬精兵简政时，调任中共冀鲁豫三（后为冀南七、冀鲁豫七、冀南一，均俗称鲁西北）地委宣传部部长、组织部部长。1943年11月，赴太行山参加整风学习，结束后到冀鲁豫区党委党校工作。
1945年11月，任中共冀南一地委宣传部部长。1947年春，任一地委书记。1948年，一地委柳林整党结束后，调任中共冀南区党委秘书长。

### 共和国时期
1949年2月，韩宁夫随解放军南下湖北。解放军攻占武汉后，他历任中共湖北省委常委、省政府秘书长。1963年，升任武汉钢铁公司党委书记兼经理；次年改任湖北省副省长。1972年，升任中共湖北省委书记。1977年，兼任湖北省政协副主席、主席。
1980年1月，湖北省人大五届二次会议选出省人大常务委员会委员57人，陈丕显为主任，夏世厚等14人为副主任，马达等42人为委员。常委会选举产生湖北省人民政府，韩宁夫担任省长。1982年8月，韩宁夫辞去省长职务。8月21日，湖北省五届人大举行第十七次会议，决定接受韩宁夫的辞职请求，由黄知真递补。1983年，任湖北省人大常委会主任。1985年，任中顾委委员。
1985年9月，当选为中共中央顾问委员会委员。1992年离休。1995年1月13日病逝，享年80岁。